# Sericosema argentata
Sericosema argentata är en fjärilsart som beskrevs av Samuel E. Cassino och Louis W. Swett 1922. Sericosema argentata ingår i släktet Sericosema och familjen mätare. Inga underarter finns listade i Catalogue of Life.